# Reprezentacja Nigerii w piłce siatkowej mężczyzn
Reprezentacja Nigerii w piłce siatkowej mężczyzn – narodowa reprezentacja tego kraju, reprezentująca go na arenie międzynarodowej.
Największym osiągnięciem reprezentacji był srebrny medal Mistrzostw Afryki wywalczony w 2001 roku.

## Mistrzostwa Afryki
| Rok  | Kraj              | Miejsce      |
| ---- | ----------------- | ------------ |
| 1967 | Tunezja           | brak udziału |
| 1971 | Egipt             | brak udziału |
| 1976 | Tunezja           | brak udziału |
| 1979 | Libia             | 5. miejsce   |
| 1983 | Egipt             | brak udziału |
| 1987 | Tunezja           | 5. miejsce   |
| 1989 | WKS               | brak udziału |
| 1991 | Egipt             | 5. miejsce   |
| 1993 | Algieria          | brak udziału |
| 1995 | Tunezja           | brak udziału |
| 1997 | Nigeria           | 4. miejsce   |
| 1999 | Egipt             | brak udziału |
| 2001 | Nigeria           | 2. miejsce   |
| 2003 | Egipt             | brak udziału |
| 2005 | Egipt             | 5. miejsce   |
| 2007 | Południowa Afryka | brak udziału |
| 2009 | Maroko            | brak udziału |
| 2011 | Maroko            | brak udziału |
| 2013 | Tunezja           | brak udziału |
| 2015 | Egipt             | brak udziału |
| 2017 | Egipt             | 13. miejsce  |